# Michael Carter-Williams
Michael Carter-Williams, född 10 oktober 1991 i Hamilton i Massachusetts, är en amerikansk basketspelare.

## Lag
- Philadelphia 76ers (2013–2015)
- Milwaukee Bucks (2015–2016)
- Chicago Bulls (2016–2017)
- Charlotte Hornets (2017–2018)
- Houston Rockets (2018–2019)
- Orlando Magic (2019–2022, 2023)
- Capitanes de Ciudad de México (2023)